# Tom Beck
Thomas "Tom" Helmut Beck (Nürnberg, 26. veljače 1978.) je njemački glumac i pjevač. 
Vrlo dobro zna govoriti engleski, svirati gitaru, glasovir, orgulje, udaraljke i harmoniku, a dobar je plesač (balet, jazz, suvremeni ples, afro, step). Hrvatskoj javnosti je najpoznatiji po ulozi policijskog inspektora Bena Jägera u televizijskoj seriji Cobra 11 - Specijalci s autoputa.
Diplomirao je 1999. – 2003. na bavarskoj kazališnoj akademiji u Münchenu. 

## Filmografija
2003. -Jedna od tisuću (Eine unter Tausend) 
2004. - Oštar Deal (Ein krasser Deal)
2004. - Zemlja čežnje (Rosamunde Pilcher: Land der Sehnsucht)
2004. - Učenica (Schulmädchen (televizijski serijal))
2005. - Posljednji svjedok (Der letzte Zeuge)
2005. - Alles außer sex
2005. - Rosenheimski policajci (Rosenheim Cops (televizijski serijal))
2006. - Svi sveti (In aller Freundschaft)
2006. - Naš Charly (Unser Charly (televizijski serijal))
2006. - Žene u park aveniji (Die Frauen der Parkallee)
2007. - Dörtov ples (Dörte’s Dancing)
2007. - Nestajanje (Spurlos)
2007. - Strelice ljubavi (Rosamunde Pilcher: Pfeile der Liebe)
2007. - Djevojke 1. i 2. dio (Mädchen Mädchen 2)
2007. - Vjenčanje u Hardingsholmu (Inga Lindström: Hochzeit in Hardingsholm)
2007. - Šumarstvo krmong' (Forsthaus Falkenau')
2008. - Cobra 11 (televizijski serijal)
2009. - Zweiohrküken

## Diskografija
2011.: Sexy (nadnevak izlaska: 11. ožujka 2011.)
2011.: Drive My Car (nadnevak izlaska: 3. lipnja 2011.)
2011.: The Longing (nadnevak izlaska: 4. studenoga 2011.)
2012.: Der Moment (nadnevak izlaska: 20. siječnja 2012.)
2012.: Ain't got you (nadnevak izlaska: 28. rujna 2012.)
2012.: Nice Guys Finish Last (nadnevak izlaska: 30. studenoga 2012.)